# (35737) 1999 GN20
1999 GN20 (asteroide 35737) é um asteroide da cintura principal. Possui uma excentricidade de 0.20932810 e uma inclinação de 5.34069º.
Este asteroide foi descoberto no dia 15 de abril de 1999 por LINEAR em Socorro.